# 韋瑟斯菲爾德 (紐約州)
韋瑟斯菲爾德（英語：Wethersfield）是一個位於美國紐約州懷俄明縣的鎮。

## 人口
根據2020年美國人口普查的數據，韋瑟斯菲爾德的面積為93.54平方千米，當中陸地面積為92.75平方千米，而水域面積為0.79平方千米。當地共有人口755人，而人口密度為每平方千米8人。